# Anna Kowalenko

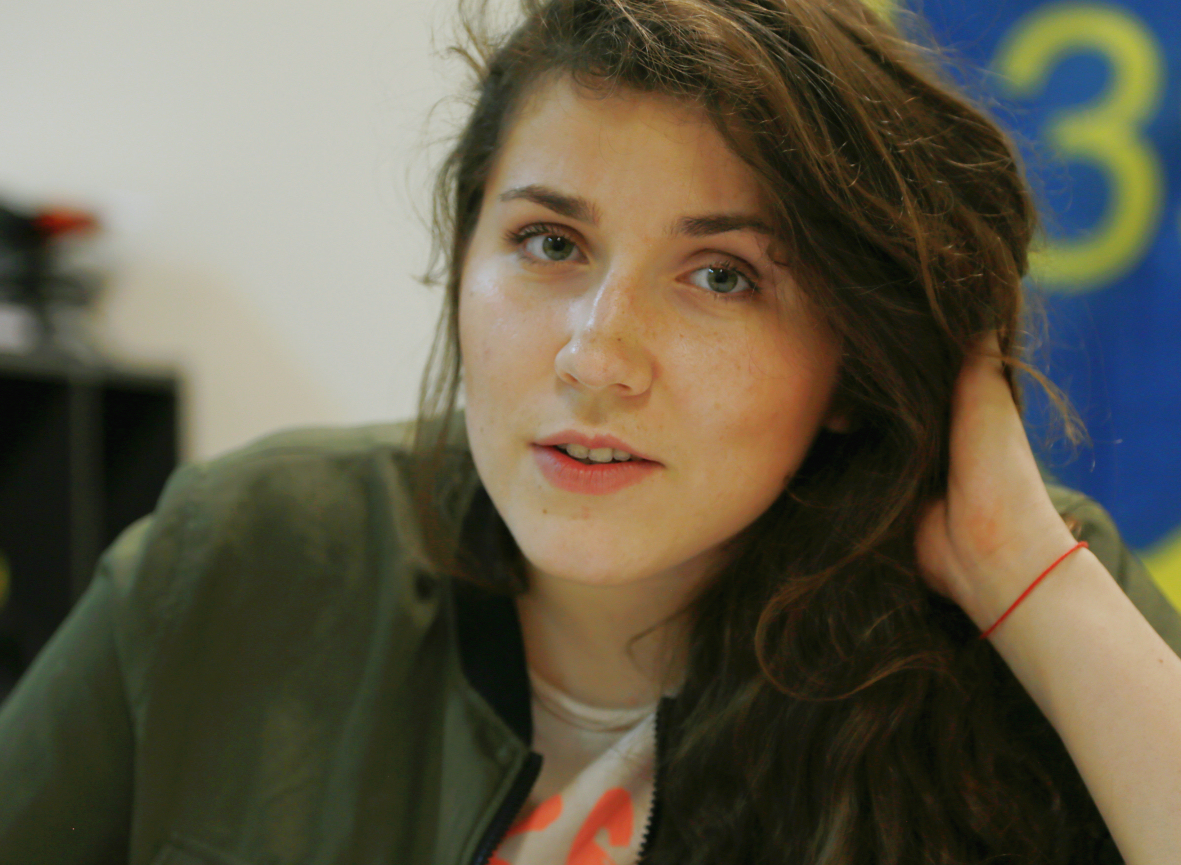
Anna Kowalenko, 2014

Anna Mykolajiwna Kowalenko (ukrainisch Анна Миколаївна Коваленко; * 5. Mai 1991 in Butscha, Oblast Kiew) ist eine ukrainische Politikerin, Aktivistin und Journalistin.

## Leben

### Ausbildung
Anna Kowalenko studierte von 2008 bis 2013 an der Kiewer Nationalen Universität für Theater, Film und Fernsehen und schloss 2013 mit einem Master of Theater Studies ab. Seit 2017 ist sie Doktorandin an der Präsidentialen Nationalen Akademie für öffentliche Verwaltung im Fachrichtung Öffentliche Verwaltung und arbeitet wissenschaftlich zur Demokratischen zivilen Kontrolle über die Entwicklung und Spionageabwehr in der Ukraine. Kowalenko absolvierte darüber hinaus eine Ausbildung am Genfer Zentrum für Sicherheitspolitik zum Thema Militärische Führung und humanitäres Recht.

### Journalistische Tätigkeit
Von 2008 bis 2013 arbeitete Kowalenko als Journalistin bei dem Lokalradiosender Era und dem größten privaten Fernsehsender der Ukraine, STB TV. Seit 2009 war sie stellvertretende Leiterin der Öffentlichkeitsarbeit des Verlags Antikva. Seit November 2009 wirkt sie als Schirmherrin des Direktors der Verbindung von der Gemeinde Wydawnytschy zum Haus Antikwar. Sie war auch Organisatorin von Kulturprojekten in der Ukraine, Frankreich und Portugal.
Von Juli bis November 2010 arbeitete sie als Geschäftsführerin der ukrainischen Sektion der Europäischen Journalisten-Föderation.

### Politische Tätigkeit

#### Teilnahme am Euromaidan
Kowalenko nahm an den Protesten auf dem Euromaidan teil, bevor die protestierenden Studierenden am 30. November 2013 gewaltsam auseinandergetrieben wurden. Zunächst machte sie stündliche Sendungen für Radio Era, danach nahm sie an Patrouillen auf dem Maidan und in der Umgebung teil. Sie beteiligte sich an der Ausarbeitung eines Plans zur Verteidigung von Bürogebäuden gegen die Angriffe der Sicherheitskräfte. Später wurde sie stellvertretender Hauptmann der 11. Selbstverteidigungshundertschaft. Mitte Januar 2014 organisierte und leitete sie die 39. Selbstverteidigungshundertschaft der Frauen vom Maidan. Zum Zeitpunkt der Gründung hatte diese Gruppe mehr als 150 Teilnehmerinnen. In der Nachfolge der Maidan-Bewegung wurde die 39. Hundertschaft in eine gesamtukrainische NGO Frauenhundertschaft umgewandelt, die etwa zweitausend Mitglieder hat. Kowalenko ist seitdem deren Leiterin und organisiert Aktivitäten in den Bereichen Geschlechter- und Kulturpolitik.

#### Politische Aktivitäten
Kowalenko kandidierte bei den ukrainischen Parlamentswahlen 2014 als unabhängige Kandidatin im 206. Wahlkreis (Tschernihiw). Die zentrale Wahlkommission verweigerte ihr jedoch die formale Registrierung. Diese Verweigerung musste in zwei Instanzen gerichtlich widerrufen werden. Aus diesem Grund hatte Kowalenko nur zwei Wochen Zeit für den Wahlkampf, trotzdem erhielt sie 9 % der Stimmen und kam auf den zweiten Platz hinter dem Lokalpolitiker Wladyslaw Atroschenko.
Von 2014 bis 2015 arbeitete Kowalenko in den Kabinetten des ukrainischen Verteidigungsministeriums bzw. des Ministers für Informationspolitik. Als Beraterin der Verteidigungsminister baute sie ein Zentrum für die Koordinierung der operativen Unterstützung der ukrainischen Armee sowie ein Callcenter für die Kommunikation und Koordination zwischen offiziellen Kontrollpunkten der Armee und Freiwilligen auf. Sie organisierte zahlreiche Veranstaltungen, um die Kommunikation zwischen den Mitarbeitenden des Verteidigungsministeriums, den Freiwilligen, der Öffentlichkeit und anderen staatlichen Stellen herzustellen. Sie beteiligte sich an der Entwicklung von Reformprogrammen des Verteidigungsministeriums und an der Organisation der Zusammenarbeit mit der NATO, der OSZE, der kanadischen und der norwegischen Botschaft.
Kowalenko leitete das Projekt Strategic Leadership: Sicherheits- und Verteidigungssystem der Ukraine an der Kiew-Mohyla Business School. Sie arbeitete als Expertin am George-Kennan-Institut im Wilson Center in Washington, D.C. Sie war auch externe Beraterin des parlamentarischen Ausschusses für Verteidigung und Sicherheit, Beraterin des Leiters des staatlichen Dienstes für Sonderkommunikation und Informationsschutz der Ukraine. Sie war Mitglied des Clubs der diplomatischen Vertretung des NATO-Verbindungsbüros in der Ukraine Frauen an der Spitze der Reformen. Sie war weiterhin Mitglied eines Komitees, das für die Wiederherstellung der Fernseh- und Radiosender im Gebiet der NATO zuständig war.
Im Frühjahr 2015 trat sie der von Walentyn Nalywajtschenko initiierten Anti-Korruptions-Bewegung bei und ist seitdem eine der vier Koordinatoren der Bewegung (zusammen mit Nalywajtschenko, Jehor Firsow und Serhij Nosenko).

#### Parlamentswahl 2019
Bei den Parlamentswahlen 2019 kandidierte Kowalenko als Unabhängige auf der Parteiliste Diener des Volkes auf dem 35. Listenplatz und wurde als Abgeordnete gewählt, trat aber später zurück und wurde stattdessen stellvertretende Leiterin des Büros des Präsidenten der Ukraine, Wolodymyr Selenskyj. Sie war Mitglied des Ausschusses der Werchowna Rada, des ukrainischen Parlaments, für Sozialpolitik und Schutz der Rechte von Veteranen.

#### Gouverneurin der Oblast Tschernihiw
Am 13. Oktober 2020 wurde Kowalenko zur Gouverneurin der Oblast Tschernihiw ernannt. Am 4. August 2021 entließ Wolodymyr Selenskyj Kowalenko aus diesem Amt, nachdem sie am 28. Juli ihren Rücktritt eingereicht hatte.

### Privatleben
Kowalenko ist mit Ruslan Chomtschak verheiratet, einem Generalobersten und ehemaligen Oberbefehlshaber der Streitkräfte der Ukraine. Im Januar 2021 brachte Kowalenko ihre Tochter zur Welt.